# Brayden Pachal
Brayden Pachal (* 23. August 1999 in Estevan, Saskatchewan) ist ein kanadischer Eishockeyspieler, der seit Februar 2024 bei den Calgary Flames in der National Hockey League unter Vertrag steht. Mit den Vegas Golden Knights gewann der Verteidiger in den Playoffs 2023 den Stanley Cup.

## Karriere
Brayden Pachal wurde in Estevan geboren und begann seine Juniorenlaufbahn dort bei den Estevan Bruins in der Saskatchewan Junior Hockey League (SJHL), ehe er zur Saison 2015/16 zu den Victoria Royals in die ranghöhere Western Hockey League (WHL) wechselte. Nach eineinhalb Spielzeiten transferierten ihn die Royals im Januar 2017 zu den Prince Albert Raiders. Dort etablierte er sich als Leistungsträger und wurde vor der Saison 2018/19 zum Kapitän ernannt. In dieser Spielzeit führte Pachal die Raiders zur zweiten WHL-Meisterschaft der Franchise-Geschichte (nach 1985) und damit zum Gewinn des Ed Chynoweth Cup. Zudem führte er die gesamte Liga in der Plus/Minus-Statistik an (+76) und wurde zudem im East Second All-Star Team der WHL berücksichtigt.
Ohne zuvor in einem NHL Entry Draft berücksichtigt worden zu sein, unterzeichnete er im September 2019 einen Einstiegsvertrag bei den Vegas Golden Knights aus der National Hockey League (NHL). Im Anschluss spielte er für deren damaliges Farmteam, die Chicago Wolves, in der American Hockey League (AHL). Nach Gründung der Henderson Silver Knights, dem neuen AHL-Kooperationspartner der Golden Knights, lief der Verteidiger fortan dort auf und wurde ferner im Januar 2022 zum Kapitän des Teams ernannt. Wenig später kam er im März 2022 zu seinem Einstand für Vegas in der NHL. Am Ende der Folgesaison 2022/23 gewannen die Golden Knights in den Playoffs 2023 den Stanley Cup, wobei Pachal eine Playoff-Partie sowie zehn Einsätze in der Hauptrunde verzeichnet hatte. Obwohl er damit die Einschlusskriterien nicht erfüllt hatte, wurde er per Ausnahmegenehmigung dennoch auf der Trophäe verewigt.
Im weiteren Verlauf gelang des dem Kanadier nicht, sich dauerhaft im NHL-Aufgebot der Golden Knights zu etablieren. Als er im Februar 2024 über den Waiver in die AHL geschickt werden sollte, übernahmen die Calgary Flames seinen Vertrag. Dort steht er seither regelmäßig auf dem Eis und erhielt im Sommer 2024 einen neuen Zweijahresvertrag.

## Erfolge und Auszeichnungen
- 2019 Ed-Chynoweth-Cup-Gewinn mit den Prince Albert Raiders
- 2019 WHL East Second All-Star Team
- 2023 Teilnahme am AHL All-Star Classic
- 2023 Stanley-Cup-Gewinn mit den Vegas Golden Knights

## Karrierestatistik
Stand: Ende der Saison 2024/25
(Legende zur Spielerstatistik: Sp oder GP = absolvierte Spiele; T oder G = erzielte Tore; V oder A = erzielte Assists; Pkt oder Pts = erzielte Scorerpunkte; SM oder PIM = erhaltene Strafminuten; +/− = Plus/Minus-Bilanz; PP = erzielte Überzahltore; SH = erzielte Unterzahltore; GW = erzielte Siegtore; 1 Play-downs/Relegation; Kursiv: Statistik nicht vollständig)